# Léo Drouet
Pour les articles homonymes, voir Drouet.
Pas d'image ? Cliquez ici

a Compétitions nationales et continentales officielles uniquement.

b Matchs officiels uniquement.
Dernière mise à jour le 16 août 2024.
Léo Drouet, né le 1er août 2003, est un joueur français de rugby à XV évoluant principalement au poste d'ailier, à Provence Rugby.

## Biographie

### Jeunesse et formation
Léo Drouet découvre le rugby à XV l'année de ses cinq ans au sein de l'école de rugby du Pic Saint-Loup dans le département de l'Hérault. Il reste dix années au sein de ce club avant de rejoindre les équipes de jeunes du club professionnel de Montpellier Hérault Rugby durant trois ans. En 2021, il rejoint ensuite le centre de formation de Provence Rugby, club de Pro D2 basé à Aix-en-Provence, au moment d'intégrer la catégorie espoirs,. Dans un premier temps, il fait la préparation physique avec les espoirs du club avant d'être appelé à la fin septembre pour s'entrainer avec le groupe professionnel.

### Carrière professionnelle
Léo Drouet fait alors ses débuts professionnels en novembre 2021, à l'âge de dix-huit ans, lors de la dixième journée de Pro D2 face au FC Grenoble où il remplace Louis Marrou pour la fin de match,. À la fin du mois, il connait sa première titularisation, au poste d'ailier, face à l'US Montauban où il dispute l'intégralité de la rencontre,. La semaine suivante, de nouveau titularisé contre le Stade montois, il inscrit son premier essai professionnel. Lors de la dix-septième journée du championnat, il entre en jeu à la place d'Eroni Sau et inscrit un essai décisif en toute fin de rencontre, permettant à son club d'arracher le match nul 24 à 24 à quatorze contre quinze, un de ses coéquipiers ayant écopé d'un carton rouge auparavant, dans le stade de l'Union sportive bressane,. En février, il est titularisé pour la première fois au poste d'arrière, face à l'USON Nevers, après avoir principalement évolué à l'aile jusqu'à présent,. Pour sa première saison professionnelle, il dispute onze matchs, dont quatre titularisations, et inscrit deux essais.
Lors de la saison suivante, il est beaucoup plus utilisé par son club. Durant ses deux premiers matchs joués, il inscrit deux essais et à la mi-janvier il compte huit titularisations en autant de rencontres pour trois essais inscrits,,. De ce fait, il attire l'attention de l'encadrement de l'équipe de France des moins de 20 ans qui le sélectionne pour participer au Tournoi des Six Nations des moins de 20 ans 2023. Il ne participe pas aux deux premières journées et fait ses débuts en tant que titulaire lors de la troisième journée contre l'Écosse où il réalise des débuts mitigés sur le plan personnel malgré la victoire de son équipe,. Pour la quatrième journée, il est de nouveau aligné face aux Anglais où il participe à la large victoire des siens 42 à 7 à l'extérieur en inscrivant son premier essai en sélection tout en réalisant une bonne performance globale,. Il connait sa troisième titularisation face au pays de Galles où il réalise son meilleur match en inscrivant un quadruplé pour permettre à son équipe de s'imposer 67 à 17. De ce fait, il termine meilleur marqueur d'essais de la compétition avec cinq réalisations, à égalité avec deux autres joueurs, en seulement trois matchs. Il est cité parmi les révélations de la compétition côté français,. Cependant, son équipe termine à la seconde place de la compétition derrière l'Irlande qui réalise le Grand Chelem. De retour du Tournoi, il dispute deux rencontres avec Provence Rugby, au total il particip à douze rencontres, dont onze titularisations, et inscrit quatre essais en Pro D2 lors de sa deuxième saison professionnelle. Durant la fin de saison, il fait son retour avec les espoirs dans le but d'aider le club qui décroche une montée en championnat Reichel espoirs élite.
Début juin, il est retenu par l'équipe de France des moins de 20 ans dans un groupe de trente joueurs pour disputer le Championnat du monde junior 2023. Durant la compétition, il est aligné à quatre reprises en tant que titulaire. Il inscrit son seul essai lors de la finale victorieuse face aux Irlandais, il délivre également une passe décisive à Mathis Ferté qui inscrit le premier essai de la France, où son équipe s'impose largement 50 à 14,.
En début de saison 2023-2024, à l'occasion de la cinquième journée de Pro D2, il inscrit son premier essai de la saison, qui s'avère être décisif, lors de la courte victoire 21 à 18 de son équipe à domicile contre le Soyaux Angoulême XV Charente. Durant la saison, malgré son jeune âge, il est souvent utilisé par son club. En avril, il signe une prolongation de deux ans supplémentaire avec Provence Rugby. En fin de saison, il inscrit un doublé lors d'une victoire bonifiée 46 à 22 contre le Stade montois qui permet à son club de prendre provisoirement la place de leader du championnat. Par la suite, pour la demi-finale de Pro D2 contre le FC Grenoble, il est titularisé. Toutefois, son équipe s'incline et voit s'échapper la montée en Top 14. Cette saison-là, il dispute vingt-et-une rencontres, dix-sept comme titulaire, et inscrit quatre essais.

## Statistiques

### En club
| Saison               | Club                 | Championnat | Championnat | Championnat |
| Saison               | Club                 | Compétition | Matchs      | Essais      |
| -------------------- | -------------------- | ----------- | ----------- | ----------- |
| 2021-2022            | Provence Rugby       | Pro D2      | 10          | 2           |
| 2022-2023            | Provence Rugby       | Pro D2      | 12          | 4           |
| 2023-2024            | Provence Rugby       | Pro D2      | 21          | 4           |
| Total Provence Rugby | Total Provence Rugby | Pro D2      | 43          | 10          |

### En sélection nationale
Léo Drouet dispute sept matchs avec l'équipe de France des moins de 20 ans en une saison, prenant part à une édition du Tournoi des Six Nations des moins de 20 ans en 2023 et à une édition du Championnat du monde junior en 2023. Il inscrit trente points, six essais.

## Palmarès

### En sélection nationale
- Vainqueur du Championnat du monde junior en 2023 avec l'équipe de France des moins de 20 ans.

### Distinctions personnelles
- Meilleur marqueur d'essais du Tournoi des Six Nations des moins de 20 ans en 2023 (5 essais).